# Everardo Paes de Lima
Everardo Paes de Lima (? - ?) foi um remador brasileiro que defendeu o Clube de Regatas do Flamengo. Foi campeão pelas equipes rubro-negras de 1916, 1917 e 1920.